# إندر كمار كجرال
إندر كمار كجرال (بالهندية: इन्द्र कुमार गुजराल) (و. 1919 – 2012 م) هو سياسي، ودبلوماسي، من الهند، كان عضوًا في المؤتمر الوطني الهندي، توفي في جورجاون، عن عمر يناهز 93 عاماً.

## مناصب
تولى منصب وزير المالية الهندي ‏ (21 أبريل 1997–1 مايو 1997)، ورئيس وزراء الهند (21 أبريل 1997–19 مارس 1998)، ووزير الشؤون الخارجية (الهند) (1 يونيو 1996–19 مارس 1998)، وعضو لوك سابها ‏، وسفير.

## التعليم
تعلم في DAV College, Kanpur ‏، وجامعة الكلية الحكومية في لاهور، وكلية فورمان كريستيان.
| المناصب السياسية                 | المناصب السياسية                                         | المناصب السياسية         |
| -------------------------------- | -------------------------------------------------------- | ------------------------ |
| سبقه هاراداناهالي دوده ديفي كودا | رئيس وزراء الهند (12) 21 أبريل 1997 - 19 مارس 1998       | تبعه أتال بيهاري فاجبايي |
| سبقه Sikander Bakht              | وزير الشؤون الخارجية (الهند) 1 يونيو 1996 - 19 مارس 1998 | تبعه                     |

## روابط خارجية
- إندر كمار كجرال على موقع IMDb (الإنجليزية)
- إندر كمار كجرال على موقع الموسوعة البريطانية (الإنجليزية)
- إندر كمار كجرال على موقع مونزينجر (الألمانية)
- إندر كمار كجرال على موقع إن إن دي بي (الإنجليزية)